# Paul Eberhard
Paul Hans Eberhard (Bülach, 30 de octubre de 1917-Küsnacht, 4 de septiembre de 1983) fue un deportista suizo que compitió en bobsleigh. Participó en los Juegos Olímpicos de Sankt Moritz 1948, obteniendo una medalla de plata en la prueba doble.

## Palmarés internacional
| Juegos Olímpicos | Juegos Olímpicos     | Juegos Olímpicos | Juegos Olímpicos |
| Año              | Lugar                | Medalla          | Prueba           |
| ---------------- | -------------------- | ---------------- | ---------------- |
| 1948             | Sankt Moritz (Suiza) | Medalla de plata | Doble            |